# Macromitrium dubium
Macromitrium dubium är en bladmossart som beskrevs av W. P. Schimper och C. Müller 1849. Macromitrium dubium ingår i släktet Macromitrium och familjen Orthotrichaceae. Inga underarter finns listade i Catalogue of Life.